# Haribhajan Singh Khalsa
Haribhajan Singh Khalsa (Anandapur, 19 de enero de 1963) es un escritor indio, líder del sijismo con residencia en Uruguay.
También es conocido como Bhaiyi (‘hermanito’, siendo bhai: ‘hermano’ y yi un término cariñoso).
En 2006 fundó en la ciudad de Montevideo la ONG «Sikh Dharma Bhaibandi Internacional»
- Es presidente del Consejo Khalsa Hispanoamericano.
- Es autor del libro Sijismo, la última dispensación divina.[3]
- Tradujo al español el Adi Granth (las Santas Escrituras sij).[4]

## Juventud
Durante ocho años visitó países como Afganistán, Egipto, Irán, Líbano, Libia, Marruecos y Pakistán, entrevistándose con autoridades judías, drusas, bahais e ismaelitas. Estudió árabe, cultura y jurisprudencia islámica en la Universidad Abdel Aziz, en Medina, Arabia Saudí. Allí pudo mantener contacto con sheikhs (maestros sufis) de diversas escuelas.
En India estudió sánscrito y la doctrina hinduista vedānta en el Adhyatma Prakaya Karalaya (en Bangalore). Estableció sus primeros contactos con conocedores de ayur-veda (la medicina tradicional hindú) y siddhas (santos) del sur del país. En 1983 participó —junto a miles de peregrinos de todas las escuelas y corrientes de India— en la reunión Kumbha Mela en Allahabad (India).
Vivió un año en la ciudad santa de Amritsar, en el Panyab (India), sirviendo regularmente en el Hari Mandir Sahib (el Templo de Oro, el sitio más importante del sijismo), estudiando historia y teología sij durante el trágico año de 1984, cuando cientos de hermanos sij fueron martirizados por su fe y el derecho a la libre determinación de los pueblos. Eran frecuentes los asesinatos, las detenciones, y las medidas políticas contra organizaciones sij. Los manifestantes sijes, liderados por Jarnail Singh Bhindranwale, se refugiaron en el Templo de Oro.
El 1 de junio de 1984 la primera ministra Indira Gandhi envió tropas a desalojar el templo. En los días sucesivos envió a la artillería y los tanques. Murieron unos 500 sijes y 83 soldados del Gobierno. Miles de sijes fueron detenidos. El 11 de junio de 1984 el Dal Khalsa creó un gobierno en el exilio, presidido por Jagjit Singh. Inmediatamente se le unieron otros. El 31 de octubre de 1984, Indira Gandhi fue asesinada por dos de sus guardaespaldas sijes: Bhai Santwant Singh y Bhai Kehar Singh (que serían ejecutados el 6 de enero de 1989).
En 1985 se celebraron elecciones que el Akali Dal ganó arrolladoramente pero no se consiguió poner fin a la violencia y en 1987 se impuso de nuevo el gobierno directo.
Viendo la angustia y desamparo de sus hermanos sijes, Bhaiyi se sintió identificado hasta tal punto que quiso entregar su vida y dedicársela a los pies de los gurús sijes. Con sus propias manos ayudó a la reconstrucción del Templo de Oro, que había sido absolutamente destruido por las fuerzas de ocupación. Lavó sus pisos y sirvió en el langar, el comedor popular del gurú.
A principios de los años noventa, Bhaiyi viajó a América del Sur. Durante un año vivió una experiencia contemplativa de oración y meditación en Bucaramanga, Colombia. Después se mudó a Uruguay.
Se casó con Sarabjeet Kaur, médica especializada en fitoterapia, etnomedicina y ayur-veda, sirviendo a las comunidades carenciadas de Uruguay.
Es miembro del Parlamento Mundial de Religiones y del Parlamento Argentino de Religiones
 En 2001 participó en el Primer Encuentro Interreligioso Latinoamericano (en el Palacio Legislativo de Montevideo, Uruguay), con la presencia del cardenal Walter Kasper y el gran rabino de París, entre otros.

## Reconocimientos
- El Consejo Khalsa Hispanoamericano (del cual es presidente) le otorga el reconocimiento con el título de Bhai Sahib.[7]
- En 2007, Bhai Ji recibió el Honor de la Chola Sahib, como reconocimiento por sus servicios al sijismo.
- El Dr. P. Singh Ajrawat le otorga el reconocimiento del Anti-Difamation Sikh Council for Freedom of Khalistan (Consejo Sij de Antidifamación para la Libertad de Jalistán).[8]